# Icterica
Icterica este un gen de muște din familia Tephritidae.

Cladograma conform Catalogue of Life:
| Icterica | \| \| Icterica circinata \| \| \| \| \| \| Icterica seriata \| \| \| \| |
|          | \| \| Icterica circinata \| \| \| \| \| \| Icterica seriata \| \| \| \| |
|          | Icterica circinata                                                      |
|          |                                                                         |
|          | Icterica seriata                                                        |
|          |                                                                         |